# 杜大仕
杜大仕（1935年8月—），男，四川三台人，中华人民共和国政治人物，曾任中共甘肃省委统战部部长，甘肃省政协副主席，第八届全国政协委员。